# Drymusidae
Drymusidae é uma família de aranhas araneomorfas, integrada na superfamília Scytodoidea e com distribuição natural nas Caraíbas, América do Sul e sul da África. As espécies que integram esta família são conhecidas pelo nome comum de falsas aranhas-violino, dada a sua semelhança morfológica com as aranhas-violino (sicáridos), mais concretamente com as espécies do género Loxosceles. A semelhança é apenas aparente, já que as espécies desta família fazem teias e não são perigosas para os humanos.

## Sistemática
A família Drymusidae integra um único género com as seguintes espécies:
- Drymusa Simon, 1891 (Caraíbas, América do Sul e sul da África)
  - Drymusa armasi Alayón, 1981
  - Drymusa canhemabae Brescovit, Bonaldo & Rheims, 2004
  - Drymusa capensis Simon, 1893
  - Drymusa colligata Bonaldo, Rheims & Brescovit, 2006
  - Drymusa dinora Valerio, 1971
  - Drymusa nubila Simon, 1891
  - Drymusa philomatica Bonaldo, Rheims & Brescovit, 2006
  - Drymusa producta Purcell, 1904
  - Drymusa rengan Labarque & Ramírez, 2007
  - Drymusa serrana Goloboff & Ramírez, 1992
  - Drymusa silvicola Purcell, 1904
  - Drymusa simoni Bryant, 1948
  - Drymusa spectata Alayón, 1981
  - Drymusa spelunca Bonaldo, Rheims & Brescovit, 2006
  - Drymusa tobyi Bonaldo, Rheims & Brescovit, 2006